# Leger (eenheid)

Grafische voorstelling van een leger als een eenheid op een militaire kaart volgens de NAVO-conventie

Een leger is, in de moderne militaire organisatie, een militaire eenheid die bestaat uit twee of meer legerkorpsen. Legers kunnen op een hoger niveau worden samengevoegd tot legergroepen. Een veldleger bestaat uit 300.000 tot 600.000 manschappen.
Doorgaans berust het bevel over een leger bij een luitenant-generaal (3-sterrenrang) of generaal (4-sterrenrang).
De landmacht van grote mogendheden kan uit verschillende legers bestaan.
In (leger)eenheden zijn manschappen ingedeeld. Ook wel troepen genoemd.